# 上後腸骨棘
上後腸骨棘は腸骨翼の後部にあるノッチで区切られた2つの突起のうちの1つであり、他方は下後腸骨棘である。上後腸骨棘は、後仙腸靭帯の斜め部分と多裂筋の付着に役立つ。